# Корабевич, Вацлав
Вацлав Корабевич (пол. Wacław Korabiewicz; 5 мая 1903, Петербург —15 февраля 1994, Варшава) — польский репортёр, поэт, путешественник и коллекционер этнографических экспонатов.

## Биография
Сын Антония Корабевича и Стефании Матусевич. В годы детства жил в Петербурге и родовом имении в Литве.
В 1927—1932 годах изучал медицину и этнографию в Вильнюсском университете. Во время учёбы был соучредителем и членом академического Клуба Бродяг Виленских (Klub Włóczęgów Wileńskich; как пишет в некоторых своих книгах Чеслав Милош, которого за высокий рост его звали «Километром»). Также основывал так называемую «Секцию оригинального творчества» (Sekcję Twórczości Oryginalnej, S. T. O.) при Обществе полонистов университета. Дебютировал на страницах газеты «Reduta» (Вильнюс 1925), печатал свои стихи в различных поэтических публикациях (между прочим S. T. O., Вильнюс 1928, «Patykiem po niebie», Вильнюс 1929) и газетах (например, «Alma Mater Vilnensis»).
В 1930 году путешествовал в Турцию и Грецию на каяке. После учёбы сначала работал врачом в Высшей государственной морской школе в Гдыне. В 1931—1939 годах был корабельным врачом на «Dar Pomorza», принимая участие в его рейсах. В 1934 году вместе с первой женой Яниной Н. Хаазивной отправился в путешествие каяком в Индию. После начала Второй мировой войны был интернирован в Стокгольм вместе с командой корабля «Dar Pomorza». Далее работал на корабле MS «Piłsudski», жил в Лондоне, где был, между прочим, основателем Круга опеки над Солдатом. Далее в Сан-Паулу и Рио-де-Жанейро организовал помощь для польских политзаключённых. В 1942 году был участником экспедиции вглубь бразильских джунглей. С 1943 года находился в Африке как делегат правительства РП в Лондоне, с 1946 года в Лусаке, где от имени Министерства общественного призрения занимался опекой над польскими беженцами в лагерях Северной Родезии. Далее находился в Дар-эс-Салам (Танганьика). Работал заместителем хранителя в «King George Vth Memorial Museum», осуществляя исследования фольклора британских территорий в Африке и Мозамбике, был также врачом местного госпиталя. В 1954 году, после высылки многочисленных экспонатов польского Музея культур народов в Млочине, был удалён из Танганьики. Потом находился в Лондоне, в 1954—1956 годах в Эфиопии, где работал врачом.
В 1958 году вернулся в Польшу. С 1959 до 1961 года находился на эпидемиологической площади в Гане. Далее жил в Варшаве. В 1963 и 1976 годах передал многочисленные экспонаты Государственному этнографическому музею и Национальному музею в Варшаве. Организовал выставки посвящённые собранным собой коллекциям африканских произведений искусства (между прочим, выставка «Masqual — Krzyż Etiopii», Национальный музей, Варшава 1966). Совершил много исследовательских путешествий в Африку и страны Ближнего Востока.
Отмечен: Кавалерским Крестом Ордена Возрождения Польши, отличием Заслуженного деятеля культуры и Заслуженного деятеля моря.
Жил в Варшаве на улице Натолинской. После его смерти, урна с прахом была затоплена в Балтийском море.

## Творчество
- «Kajakiem do minaretów» (Каяком до минаретов) (reportaż podróżniczy; Główna Księgarnia Wojskowa 1935; Wiedza Powszechna 1958)
- «Mato Grosso. Z notatek wypychacza ptaków» (reportaż podróżniczy; Horyzont 1948; jako «Mato Grosso»: Czytelnik 1959], 1968, 1989, ISBN 83-07-01818-8, seria: «Z żaglem»)
- «Bajki dla dorosłych» (Байки для взрослых) (poezje; Oficyna Poetów i Malarzy, 1953)
- «Kwaheri» (reportaż podróżniczy; Iskry 1958, 1960, 1965)
- «Safari Mingi. Wędrówki po Afryce» (reportaż podróżniczy; Czytelnik 1959, Iskry 1963, 1973)
- «Żaglem do jogów» (Парусом до йогов) (reportaż podróżniczy; Ludowa Spółdzielnia Wydawnicza 1960, Sport i Turystyka 1984, ISBN 83-217-2429-9)
- «Midimo. Romans afrykański» (powieść; Czytelnik 1961, 1963, 1983, ISBN 83-07-00903-0)
- «Eskulap w Etiopii» (reportaż podróżniczy; Ludowa Spółdzielnia Wydawnicza 1963; wydanie zmienione pt.: «Słońce na ambach», Iskry 1970, seria: «Naokoło świata»)
- «Zwierzaki» (Звери) (opowiadania dla dzieci; Nasza Księgarnia 1965, 1977, 1988, ISBN 83-10-09158-3)
- «Boa-dusiciel» (osobne wydanie jednego z opowiadań tomu «Zwierzaki»: Ruch 1966)
- «Искусство Afryki w zbiorach polskich» (Африканское искусство в польских коллекциях) (фотографии Zdzisław Małek; Милитария Polonia 1966; wydanie w jęz. angielskim: «African art in Polish collections», Polonia Publishing House 1966; wydanie w jęz. francuskim: «l’art de l’Afrique noire dans les collections polonais», Polonia 1966)
- «Święty krokodyl» (Святой крокодил) (opowiadanie dla dzieci; Ruch 1966)
- «Do Timbuktu» (reportaż podróżniczy; Iskry 1967; seria: «Naokoło świata»)
- «Kajakiem do Indii» (Каяком до Индии) (nowe opracowanie dwóch wcześniej wydanych książek: «Kajakiem do minaretów» i «Żaglem do jogów»; Iskry 1972; seria: «Naokoło świata»)
- «The Ethiopian cross» (album; Holy Trinity Catedral, Addis Abeba 1973)
- «Rapsod o głowie hetmana» (poemat; Милитария MON 1973, 1987, ISBN 83-11-07381-3)
- «Złowiłem życie» (Я поймал жизнь) (autobiografia; Iskry 1973, 1977; seria: «Łowcy sensacji»)
- «Śladami amuletu» (по Следам амулета) (studium; Arkady 1974)
- «Krzyż koptyjski i jego naśladownictwa: kolekcja Wacława Korabiewicza — Le croix copte et son évolution: collection Wacław Korabiewicz» (oprac. katalog wystawy; tłum. na język francuski: Zsolt Kiss; Muzeum Narodowe w Warszawie. Galeria Sztuki Faras 1976)
- «Dobry simba» (reportaże podróżnicze; wybór tekstów z książek: «Kwaheri», «Midimo», «Safari Mingi», «Eskulap w Etiopii», «Słońce na ambach», «Do Timbuktu», «Złowiłem życie»; Iskry 1979; seria: «Biblioteka Literatury Faktu»)
- «Gdzie słoń a gdzie Polska» (pamiętniki; Милитария MON 1980, ISBN 83-11-06494-6; 1983, ISBN 83-11-06494-6)
- «Wiara leczy. Rzecz o dziwnych lekach» (Вера лечит. Речь о странные лекарства) (szkice popularnonaukowe; Veritas 1982)
- «Serce na dłoniach. Opowieść biograficzna o Walerii Sikorzynie» (Сердце на ладонях. Биографическое повествование о Валерии Сікожин) (Komitet Uczczenia Pamięci Walerii Sikorzyny, Londyn 1984, Милитария Marek Rożak 1997, ISBN 83-86608-35-8)
- «Pokusy» (wspomnienia; Iskry 1986, ISBN 83-207-0834-6)
- «Cuda bez cudu. Rzecz o dziwnych lekach» (Ludowa Spółdzielnia Wydawnicza 1988, ISBN 83-205-3846-7; 1989, ISBN 83-205-3846-7)
- «Прочие drogi Jezusa. O czym milczy Kościół» (Другие пути Иисуса. О чём не говорит церковь) (Kwartet 1992; wydanie pod innym tytułem: «Tajemnica młodości i śmierci Jezusa», Przedświt 1992)
- «Wiersze niemodne» (Немодные стихи) (poezje; Klucz 1992, ISBN 83-900274-2-9)
- «Z „Daru Pomorza“ na … bezdroża» (opowiadania; Wyższa Szkoła Morska 1993, ISBN 83-900838-4-1)